# Jan Navrátil
Jan Navrátil (* 13. April 1990 in Olmütz) ist ein tschechischer Fußballspieler.

## Vereinskarriere
Navrátil begann mit dem Fußballspielen bei PSP Přerov. Im Sommer 2001 verließ er dann PSP Přerov und wechselte zu Sigma Olmütz. Am 25. Juli 2009 rückte er in den Profi-Kader von Sigma Olomouc auf. Im Alter von 19 Jahren debütierte Navrátil am 16. August 2009 im Spiel gegen FK Bohemians Prag in der Gambrinus Liga. In der Saison 2010/11 sicherte er sich einen Stammplatz. Am Ende der Spielzeit 2013/14 stieg er mit seiner Mannschaft ab, schaffte aber den direkten Wiederaufstieg.
Im Sommer 2016 verließ Navrátil Olmütz und schloss sich Slovan Liberec an. Dort konnte er sich in der Hinrunde 2016/17 nicht durchsetzen und kam nur auf zehn Einsätze. Er verließ den Klub Anfang 2017 wieder und spielt seither für den 1. FC Slovácko.

## Nationalmannschaft
Er lief bisher in 2 Länderspielen für die U-19, eins für die U-20 und 2-mal für tschechische U-21 Auswahlmannschaften auf.